# Tijs van Marle
Tijs van Marle (1976) is een Nederlandse scenarioschrijver die vooral bekend is van zijn werk voor film en televisie voor kinderen, jongeren en licht drama. 

## Loopbaan
Hij studeerde in 2002 af als scenarioschrijver aan de Nederlandse Filmacademie in Amsterdam. Sindsdien schreef hij 22 speelfilms voor de bioscoop, waaronder Verliefd op Ibiza, de vijf Mees Kees-films, Taal is zeg maar echt mijn ding en Scotoe. Hij schreef ook voor tv-series zoals Dirty Lines, Doctor Cheezy, Van God Los en Eng. Daarnaast bewerkte hij het boek Gips van Anna Woltz tot een televisieserie. Hij werkt momenteel als fulltime scenarioschrijver voor zijn eigen bedrijf van Marle & van Marle.
In 2021 maakte Van Marle zijn debuut als kinderboekenschrijver met het boek Knots. Het boek is geïllustreerd door Esther van den Brink.
- Bibliothèque nationale de France: cb17140133c (data)
- International Standard Name Identifier: 0000 0004 5264 799X
- Nederlandse Thesaurus van Auteursnamen: 393484599
- Système universitaire de documentation: 180778706
- Virtual International Authority File: 317183487